# Théâtre des Abbesses
Pour les articles homonymes, voir Abbesse (homonymie).
Le théâtre des Abbesses est une salle de spectacle située au 31, rue des Abbesses au pied de la butte Montmartre dans le 18e arrondissement de Paris. Il est, depuis 1996, la seconde salle gérée par le Théâtre de la Ville situé place du Châtelet.

## Histoire

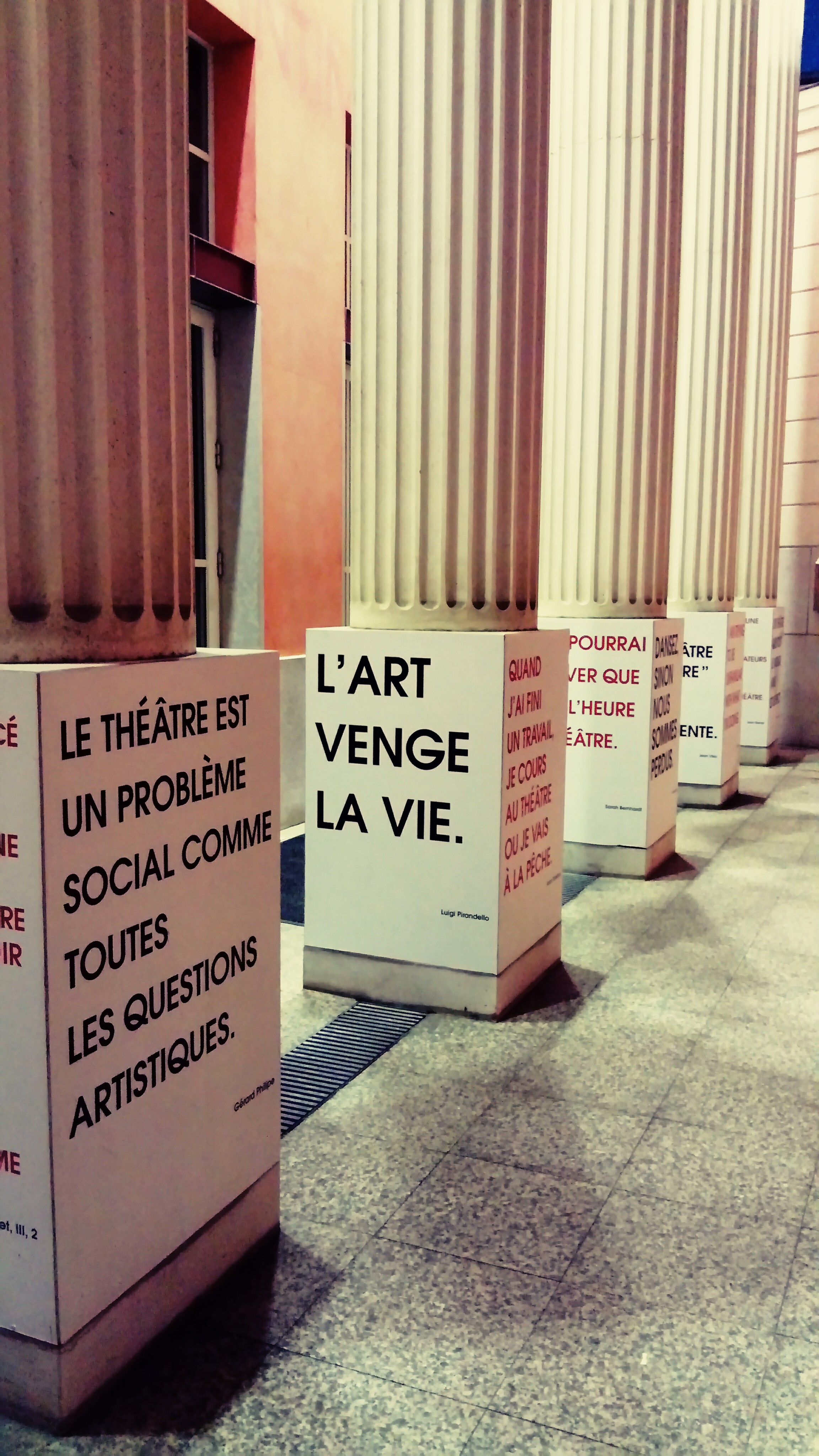
Piliers de la façade du théâtre ornés de citations d'artistes.

Le projet de réhabilitation de cet ancien site commerçant (un ensemble de boucheries, volaillerie, et charcuterie dont le renommé Cochon Rose) en théâtre municipal de 2 300 m2 est confié par la ville de Paris en 1986 à l'architecte belge Charles Vandenhove, associé à Jacques Sequaris et Prudent de Wispelaere. La réalisation des études et des travaux, qui débutent en 1992, s'étendra sur une dizaine d'années avec le choix, rare en France, de promouvoir une architecture de style post-moderne néoclassique inspiré du XIXe siècle. Le cahier des charges imposait le respect du cadre initial du lieu, l'absence d'impact sur la vue et perspective du Bateau-Lavoir situé plus haut sur la butte, et la création d'une trentaine de logements sociaux aux abords et d'une crèche,. Le portique d'entrée est inspiré des travaux de l'artiste américain Robert Barry. Les décorations du rideau d'avant-scène et des galeries latérales ont été réalisées par Olivier Debré. Les peintures murales furent sujettes à un conflit entre le directeur du théâtre d'alors, Gérard Violette - qui considéra qu'elles divertissaient l'attention du public durant les représentations, apportaient de la luminosité et les fit couvrir par des rideaux au début des spectacles -, et l'artiste, poussant ce dernier à entamer un procès. Une partie de l'aménagement intérieur (le foyer au sous-sol) et de la cour est de Daniel Buren (œuvres Soleils et Garde-corps) ainsi que des plasticiens Jean-Charles Blais, Loïc Le Groumellec, et Patrick Corillon.
Le complexe artistique est agrémenté de quatre studios de répétition et de danse (studio Serge Lifar, studio Martha Graham, studio Vaslav Nijinski, studio George Balanchine), accessibles en contrebas par la rue Véron, et gérés en partie par le Conservatoire à rayonnement régional de Paris.
Le 18 novembre 1996, la salle de 420 places du théâtre des Abbesses est inaugurée avec un opéra de poche L'Épouse injustement soupçonnée de Jean Cocteau.

## Programmation

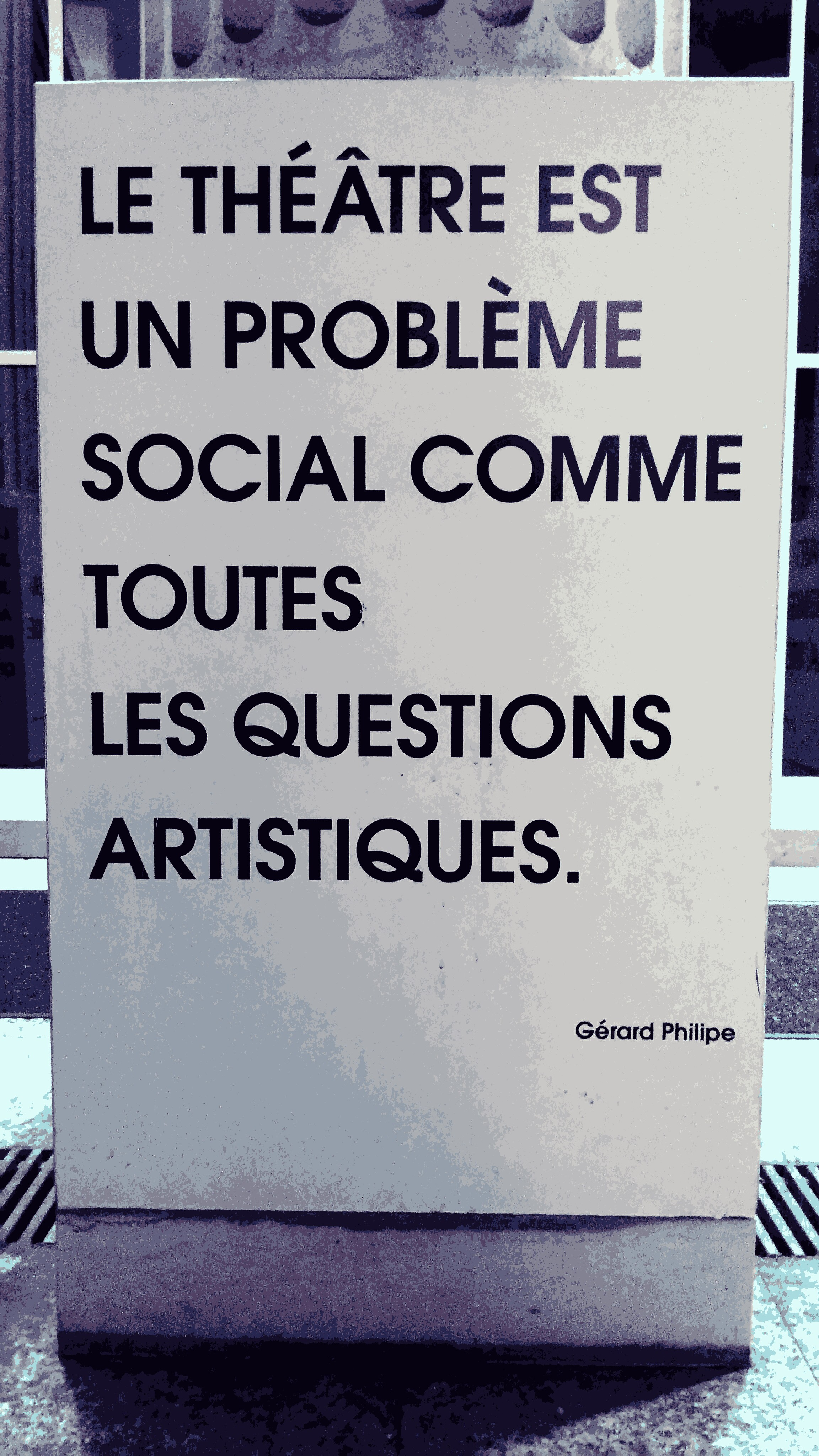
Une des colonnes du théâtre des Abbesses ornée d'une citation du comédien français Gérard Philipe.

La programmation du théâtre des Abbesses est directement liée à celle du théâtre de la Ville. La direction y promeut plus fréquemment les spectacles de jeunes chorégraphes, compagnies, auteurs ou metteurs en scène. Un succès aux Abbesses peut permettre aux artistes d'être programmés l'année suivante sur la scène du théâtre de la Ville, place du Châtelet, pour une reprise ou une nouvelle création. En moyenne, le théâtre des Abbesses affiche une centaine de représentations par an.

## Accès
Le Théâtre des Abbesses est accessible par la ligne 12 à la station Abbesses.